# Hunsahalli, Heggadadevankote
Hunsahalli là một làng thuộc tehsil Heggadadevankote, huyện Mysore, bang Karnataka, Ấn Độ.